# Municipio de Tlalchapa
El municipio de Tlalchapa es uno de los 85 municipios que conforman el estado mexicano de Guerrero.

## Toponimia
El nombre Tlalchapa tiene origen náhuatl y viene de las palabras tlalchi «juego de pelota» y apan «río», por lo que su significado en español puede ser entendido como "río del juego de pelota", “juego de pelota sobre agua” o “río de tierra arenosa”.

Cecilio Robelo, en su obra «Toponimia Tarasco-Hispano-Nahoa» asocia la traducción «juego de pelota» al topónimo Tlachco.

## Historia
En el libro Crónicas de Tierra Caliente del Ing. Alfredo Mundo Fernández, de 2014, se dice que el nombre de Tlalchapa no aparece en documentos antiguos como los pueblos que le rodean y que fueron fundados por los Mezcala poco después del siglo IV de Nuestra Era, según lo publicó el INAH en 2003. Dice que ese grupo de los Mezcala son los que fundaron una pétrea y enigmática ciudad en el llamado Cerro de los Monos al este de Tlalchapa, más allá de Villa Madero, y es muy posible que estos se hayan retirado abandonando ese lugar entre 1523 y 1530 cuando llegan a la Tierra Caliente los primeros españoles. Este grupo al pasar por el pequeño río en su caminata al Oeste, fundan un pequeño pueblo que después llaman Tlachtliapan que significa "Tlachtli sobre agua" donde Tlachtli era el juego de pelota que practicaban cerca de esa corriente de agua. En oficios de fines del siglo XVI aparece Tlalchapa perteneciendo a Cutzamala y lo sigue siendo en los siguientes siglos hasta que en 1851 se separa para formar su municipio. Tan pronto como Hidalgo dio el Grito de Independencia, continúa diciendo Crónicas de Tierra Caliente, en Tlalchapa se reúne un grupo de jóvenes indígenas deseosos de librarse del yugo de la esclavitud y uno de ellos les habla muy entusiasta y les propone atacar al pueblo españolizado de la Tierra Caliente. Ese joven indígena era Juan Cruz que después cobró mucha importancia en dicha guerra y hasta más allá, apareciendo como el Coronel Juan Cruz en muchos oficios de la Secretaría de la Defensa Nacional. El pueblo "españolizado" y odiado por los indígenas era Cutzamala, que tenía una iglesia parecida a las de Toledo y casonas como la provincia española, donde además estaba un fuerte destacamento español al mando del joven Juan José Codallos, Capitán del Fijo de México. Los tlalchapenses llegan a Cutzamala por la mañana y vencen a los españoles, para después intentar derribar a la iglesia que no lograron por ser de piedra, pero sí incendiaron las casonas sembrando el terror, agrega la citada obra recurriendo al Directorio Parroquial de 1881. Tlalchapa tiene una gran participación en la Guerra de Independencia, sigue diciendo Crónicas de Tierra Caliente, citando varios pasajes y batallas, como cuando la Junta de Zitácuaro huye en enero de 1812 debido al ataque de Calleja y se refugia en Tlalchapa con Ignacio López Rayón, José María Liceaga y José Sixto Verduzco, para después establecerse en Sultepec. Trata sobre las estancias en Tlalchapa de Morelos, Vicente Guerrero, Nicolás Bravo y otros, así como la emisión de documentos ahí por parte del Congreso cuando andaba huyendo. En la Guerra de Reforma, continúa diciendo Crónicas de Tierra Caliente, Tlalchapa participa también, de tal manera que el 31 de diciembre de 1860 es atacada por el conservador Ponciano Castro que mata al prefecto Mariano Rodríguez y al Coronel Felipe Pinzón. Tlalchapa era la tercera cabecera del Distrito de Mina después de Ajuchitlán y Cutzamala, pero no perdió su categoría a pesar de que Coyuca quiso quitársela y el cambio se dio hasta el año de 1880. En la Revolución Mexicana también participa y se narran las batallas en Crónicas de Tierra Caliente, siendo de ahí el legendario Nabor Mendoza El Coyote. De Tlalchapa era el profesor Victoriano Agüeros que vivió en la Ciudad de México, un gran impresor que además fue opositor a la dictadura estando preso en la cárcel de Lecumberri más de un año, por orden de Porfirio Díaz.
La historia de Tlalchapa se remonta a la creación del Estado de México y a la primera constitución. Debido a que los primeros municipios que conformaban el estado de Guerrero eran muy grandes, fueron divididos en entidades más pequeñas; esto sucedió también con Cutzamala de Pinzón, de donde se tomó territorio para fundar el municipio de Tlalchapa. La creación formal de Tlalchapa se estipuló en el decreto 46 del 20 de octubre de 1851, cuando se decidió que los pueblos el Potrero, actualmente llamado Villa Madero, Tecomatlán, Cuauhlotitlán y el mismo Tlalchapa que eran parte de Cutzamala pasaran a ser cabecera de ese municipio.
Tlalchapa tuvo un papel importante dentro de la Guerra de Independencia pues fungió como centro de operaciones del ejército Insurgente y fue en este municipio en donde Morelos decidió establecer provisionalmente el Congreso de Anáhuac. Por otro lado, también en Tlalchapa es donde se tuvo prisionero a Nicolás Bravo y donde Vicente Guerrero encontró apoyo y luchó varios combates de las fuerzas insurgentes, como la que se llevó a cabo en 1817 cuando las fuerzas de José Gabriel Armijo se enfrentaron a los libertadores en Tlalchapa. Tlalchapa formó parte de la provincia de Tecpan, la cual fue creada por Morelos en 1811. Cuando se constituyó la primera República federal en 1824, Tlalchapa se unió al estado de México; sin embargo, en 1851 el gobernador Juan N. Álvarez decretó que se erigiera el municipio de Tlalchapa el día 20 de octubre de ese mismo año. En 1860 debido a la destrucción de la cabecera del anterior Cutzamala, Tlalchapa fue nombrado cabecera del distrito de Mina pero el municipio fue también atacado y destruido en ese año por lo que ya no pudo continuar siendo la cabecera. En 1910, se llevó a cabo una lucha entre los bandos Zapatistas y los Maderistas y Constitucionalistas por la revolución mexicana.

## Geografía
Forma parte de la región de la Tierra Caliente, en el noreste de Guerrero. 
El municipio limita al norte con el municipio de Cutzamala de Pinzón y el Estado de México; al este con el Estado de México y el con el municipio de Arcelia; al sur con los municipios de Arcelia, Tlapehuala y Pungarabato; al oeste con los municipios de Tlapehuala, Pungarabato y Cutzamala de Pinzón.
La cabecera municipal, que tiene el mismo nombre, se encuentra localizada a 322 km de la capital del estado. La superficie territorial que tiene Tlalchapa es de 414,3 km², lo cual es equivalente al 0,65% del territorio de Guerrero y representa el 4,27% de la superficie regional.
Según la clasificación climática de Köppen, el clima corresponde al tipo Aw - Tropical seco.
En la mayor parte del terreno, el suelo que predomina es pradera con descalcificación, el cual tiene características apropiadas para favorecer la ganadería, aunque también hay suelo chernozem en las zonas semiplanas, que es mejor para la agricultura. La gran variedad de flora y fauna que hay en el territorio, en conjunto con los ríos, arroyos y lagos, representan los más importantes recursos naturales de Tlalchapa.
La flora del municipio se caracteriza principalmente por la selva baja caducifolia, la cual se caracteriza por la presencia de pequeños arbustos como el huizache y otros matorrales; además, hay una gran cantidad de nopales y de especies leñosas como el otate, por otro lado es común encontrar el cueramo y el tepehuaje. Entre algunos de los principales ejemplares de fauna que se encuentran en Tlalchapa están especies como el zorrillo, víbora de cascabel, coralillo, culebra ratonera, armadillo, tlacuache, lagartija, zopilote, gavilán, conejo y paloma silvestre, entre otros.

## Demografía
De acuerdo a los resultados del Censo de Población y Vivienda de 2020 realizado por el Instituto Nacional de Estadística y Geografía, la población total del municipio es de 11 681 habitantes, lo que representa un crecimiento promedio de 0.16% anual en el período 2010-2020 sobre la base de los 11 495 habitantes registrados en el censo anterior. Al año 2020 la densidad del municipio era de 24,75 hab/km².
| Gráfica de evolución demográfica de Municipio de Tlalchapa entre 2000 y 2020 |
|                                                                              |
| Fuente: Instituto Nacional de Estadística Geografía e Informática            |

El 49.8% de los habitantes eran hombres y el 50.2% eran mujeres. El 84.2% de los habitantes mayores de 15 años (7108 personas) estaba alfabetizado. 

Una mínima parte de la población, (solo 16 personas), es indígena.
En el año 2010 estaba clasificado como un municipio de grado medio de vulnerabilidad social, con el 27.31% de su población en estado de pobreza extrema. Según los datos obtenidos en el censo de 2020, la situación de pobreza extrema afectaba al 11.1% de la población (1500 personas).

### Localidades
En el censo de 2020 el municipio de Tlalchapa contaba con 30 localidades.
| Código INEGI      | Localidad             | Población (2020) |
| ----------------- | --------------------- | ---------------- |
| 120640001         | Tlalchapa             | 4 299            |
| 120640022         | Villa Madero          | 1 182            |
| 120640016         | San Miguel Tecomatlán | 1 111            |
| Otras localidades | Otras localidades     | 5 089            |
| Total municipal   | Total municipal       | 11 681           |

## Salud y educación
En 2010 el municipio tenía un total de 7 unidades de atención de la salud, con 9 personas como personal médico. Existían 20 escuelas de nivel preescolar, 25 primarias, 9 secundarias y 2 bachilleratos.

## Actividades económicas
Según el número de unidades destinadas a cada sector, las principales actividades económicas del municipio son el comercio minorista, la prestación de servicios de alojamiento temporal y preparación de alimentos y bebidas y, en menor escala, la elaboración de productos manufacturados.